# Massina
Massina è una frazione del comune italiano di Cislago posta a sud del centro abitato, verso Gerenzano. Costituì un comune autonomo fino al 1841.

## Storia
Cassina Massina era un piccolissimo centro del Milanese di antica origine, appartenente alla Pieve di Olgiate Olona del Ducato di Milano. Abitato da non più di 110 abitanti al censimento del 1751, non era altro che una proprietà privata del conte feudatario, cui tutto apparteneva. Nel 1786 entrò nella neocostituita Provincia di Varese, soppressa cinque anni dopo. Al censimento del 1805 si registrarono solo 80 abitanti, segno che la comunità che stava letteralmente scemando. Il governo napoleonico ne decretò nel 1809 la soppressione aggregandolo a quello di Cislago.
La politica restauratrice degli austriaci portò al ristabilimento del Comune di Cassina Massina nel 1816, con la costituzione del Regno Lombardo-Veneto, ma nel 1841 venne nuovamente deliberata l'aggregazione a Cislago.